# ربی جکسون
مورین ریلت «ربی» جکسون براون (به انگلیسی: Maureen Reillette "Rebbie" Jackson-Brown) (زادهٔ ۲۹ مه ۱۹۵۰) خواننده‌ای آمریکایی است. او در شهر گری ایالت ایندیانا متولد شد. وی بزرگ‌ترین فرزند خانواده جکسون و خواهر مایکل جکسون است.